# Ullrich Fichtner

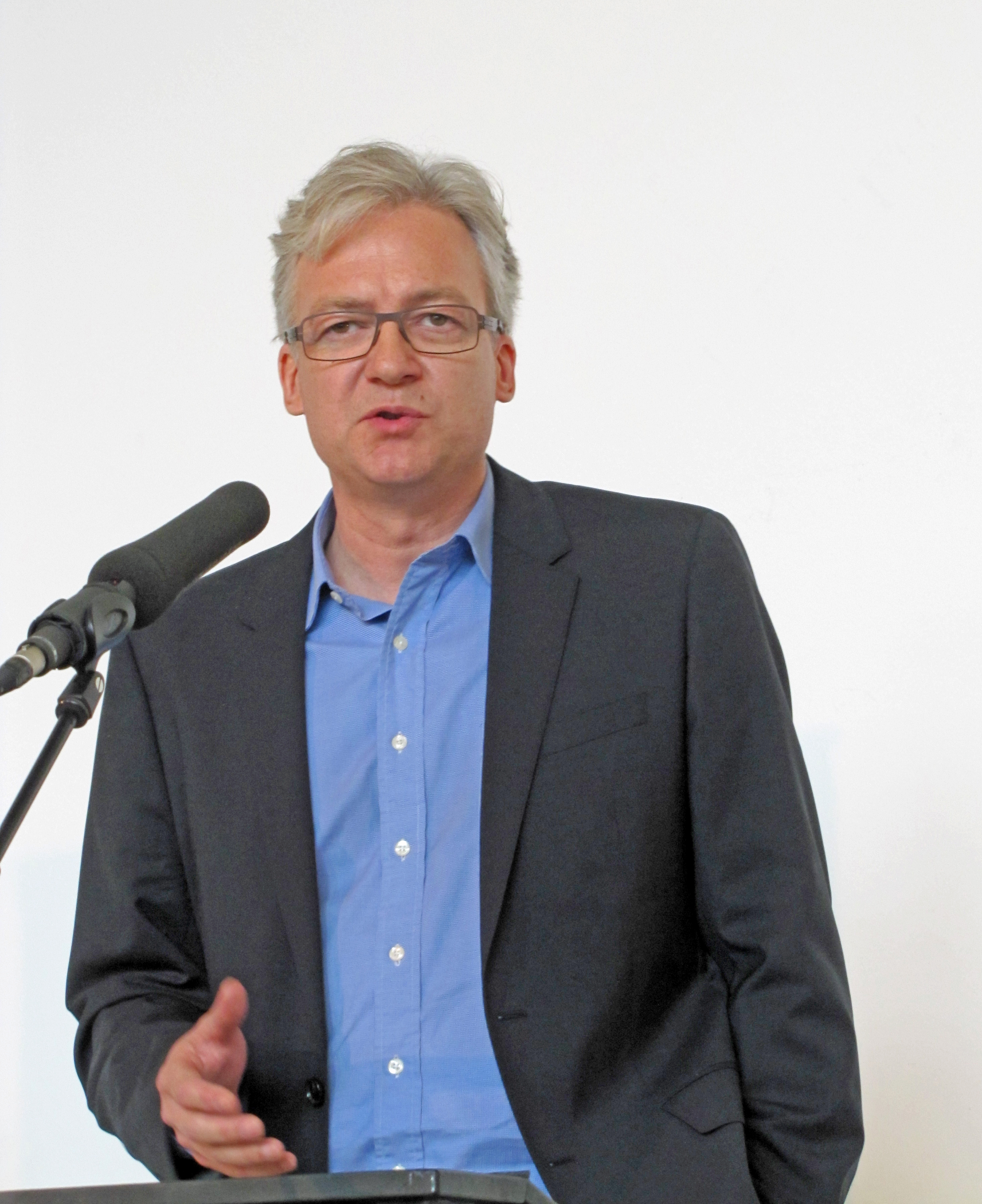
Ullrich Fichtner, 2013 in Frankfurt am Main

Ullrich Fichtner (* 8. Mai 1965 in Hof) ist ein deutscher Journalist und Autor.

## Leben und Wirken
Ullrich Fichtner machte nach seinem Abitur zunächst ein Volontariat bei der Frankenpost in Hof und studierte anschließend Germanistik, Geschichte und Politikwissenschaft in Bremen und Berlin. Parallel zu seinem Studium arbeitete er für den Weser-Kurier, die Frankfurter Rundschau  und die Nachrichtenagentur Associated Press.
Seine erste Festanstellung führte ihn zur Wendezeit in das Berliner Büro der Associated Press. 1994 wurde er Nachrichtenredakteur bei der Frankfurter Rundschau, ab 1996 einer der Korrespondenten in Berlin. Von 2000 bis 2001 schrieb er für das Zeit-Dossier und seit 2001 ist er Reporter beim Spiegel. Mit seinem 2004 veröffentlichten Buch „Tellergericht. Die Deutschen und das Essen“ wurde Fichtner einem breiten Publikum bekannt. In den Jahren 2011 und 2012 war er Auslandskorrespondent in New York und von Februar 2014 bis März 2016 leitete er gemeinsam mit Matthias Geyer das Gesellschaftsressort. Ab April 2016 war er, wie schon in den Jahren 2002 bis 2010, Reporter des Gesellschaftsressorts mit Dienstsitz in Paris.
Ab dem 1. Januar 2019 sollte er gemeinsam mit Steffen Klusmann und Barbara Hans die Chefredaktion bilden. Seine Ernennung wurde allerdings bis zum Abschluss der Untersuchung des Fälschungsskandals um Claas Relotius ausgesetzt. Als Leiter des Gesellschaftsressorts hatte er Relotius 2014 zum Spiegel geholt und bis 2016 seine Arbeiten betreut. Am 20. März 2019 teilte der Spiegel-Verlag mit, dass Fichtner, auch wenn er laut der Untersuchungsergebnisse keine persönliche Schuld an den Betrugsfällen trägt, auf die Position des Chefredakteurs verzichtet. Als Reporter mit besonderen Aufgaben bleibt er aber an die Chefredaktion angebunden. Im Abschlussbericht der Untersuchung wurde ihm vorgeworfen, er sei Hinweisen nicht nachgegangen und habe die Aufklärung verzögert.

## Ehrungen und Auszeichnungen
- Fichtner wurde 2000 mit dem Journalistenpreis der deutschen Zeitungen, dem Theodor-Wolff-Preis, in der Kategorie Allgemeines und im selben Jahr als dritter Preisträger des Egon-Erwin-Kisch-Preises für seinen Beitrag Die verlorene Ehre des Friedrich B., erschienen in der Frankfurter Rundschau, ausgezeichnet. Der Beitrag befasst sich mit der Psyche eines Polizeibeamten, der suspendiert wird und trotz seiner Rehabilitation beruflich am Ende ist.
- 2001 wurde er erneut dritter Preisträger des Egon Erwin Kisch-Preises für seinen Beitrag Die Strafkolonie von Moabit im Zeit-Dossier.[9]
- 2004 wurde Ullrich Fichtner mit dem 27. Egon Erwin Kisch-Preis für die beste deutschsprachige Reportage ausgezeichnet. Die Reportage Das letzte Gefecht dokumentiert den Irak-Krieg, insbesondere die Schlacht um Saddam Husseins Geburtsstadt Tikrit.[10]
- Im Jahr 2005 erhielt Fichtner zusammen mit dem Spiegel-Team Uwe Buse, Mario Kaiser, Uwe Klussmann, Walter Mayr und Christian Neef den Henri-Nannen-Preis für die dokumentarische Reportage über den Terroranschlag tschetschenischer Terroristen auf eine Schule in Beslan.
- Im Mai 2009 wurde Fichtner erneut zusammen mit einem Spiegel-Team mit dem Henri-Nannen-Preis ausgezeichnet, diesmal für die 35 Seiten umfassende Titelgeschichte Der Bankraub[11] vom November 2008, in der Ursprünge und Verlauf der weltweiten Finanz- und Wirtschaftskrise beleuchtet wurden. Der Artikel wurde auch mit dem 2009 erstmals vergebenen Deutschen Reporterpreis ausgezeichnet.
- Ende 2009 wurde Fichtner gemeinsam mit Beat Balzli, Klaus Brinkbäumer, Hauke Goos, Thomas Hüetlin und Christoph Pauly für ihren Bericht über die American International Group im Spiegel als „Wirtschaftsredakteur des Jahres 2009“ durch das Medium Magazin geehrt.[12]
- 2011 erhielt Fichtner zusammen mit zehn weiteren Redakteuren des Spiegel den Henri-Nannen-Preis in der Kategorie „Besonders verständliche Berichterstattung (beste Dokumentation)“ für das Stück Ein deutsches Verbrechen über den Luftangriff bei Kundus.[13]
- 2012 erhielt er den Henri-Nannen-Preis in der Kategorie Beste Dokumentation im Team mit Ferry Batzoglou, Manfred Ertel, Hauke Goos, Ralf Hoppe, Thomas Hüetlin, Guido Mingels, Christian Reiermann, Cordt Schnibben, Christoph Schult, Thomas Schulz und Alexander Smoltczyk für Eine Bombenidee, erschienen im Spiegel.[14]
- 2017 wurde der von Fichtner und Kollegen im Spiegel unter dem Titel Made in Germany[15] veröffentlichte 20-Seiten-Artikel über die Baugeschichte des Berliner Flughafens BER mit dem Deutschen Reporterpreis in der Kategorie Hauptstadtpreis ausgezeichnet.[16]

## Veröffentlichungen
- Tellergericht. Die Deutschen und das Essen. Deutsche Verlags-Anstalt, München 2004, ISBN 3-421-05586-6.
- Billionenpoker. Wie Banken und Staaten die Welt mit Geld überschwemmen – und uns arm machen. (Hrsg.), Deutsche Verlags-Anstalt, München 2012, ISBN 978-3-421-04576-8.
- Geboren für die großen Chancen: Über die Welt, die unsere Kinder und uns in Zukunft erwartet. Deutsche Verlags-Anstalt, München 2023, ISBN 978-3-421-07015-9.